# Перучень
Перучень (рум. Păruceni) — село у Ніспоренському районі Молдови. Входить до складу комуни, адміністративним центром якої є село Селіште.

## Населення
За даними перепису населення 2004 року у селі проживали 552 особи.
Національний склад населення села:
| Національність | Кількість осіб | Відсоток |
| -------------- | -------------- | -------- |
| молдавани      | 546            | 98,9%    |
| українці       | 6              | 1,1%     |
| Всього         | 552            | 100%     |